# Death Yell
Death Yell es una banda chilena de death metal/black metal  formada en 1987. Fue parte de la primera ola de metal extremo a mediados de los 80 en Latinoamérica, junto con bandas como Sepultura, Mortem, Pentagram Chile y Atomic Aggressor entre otras, siendo considerados una gran influencia dentro de los géneros black metal y death metal.Se separaron abruptamente en 1992 para luego reunirse 20 años más tarde.

## Historia

### El Origen

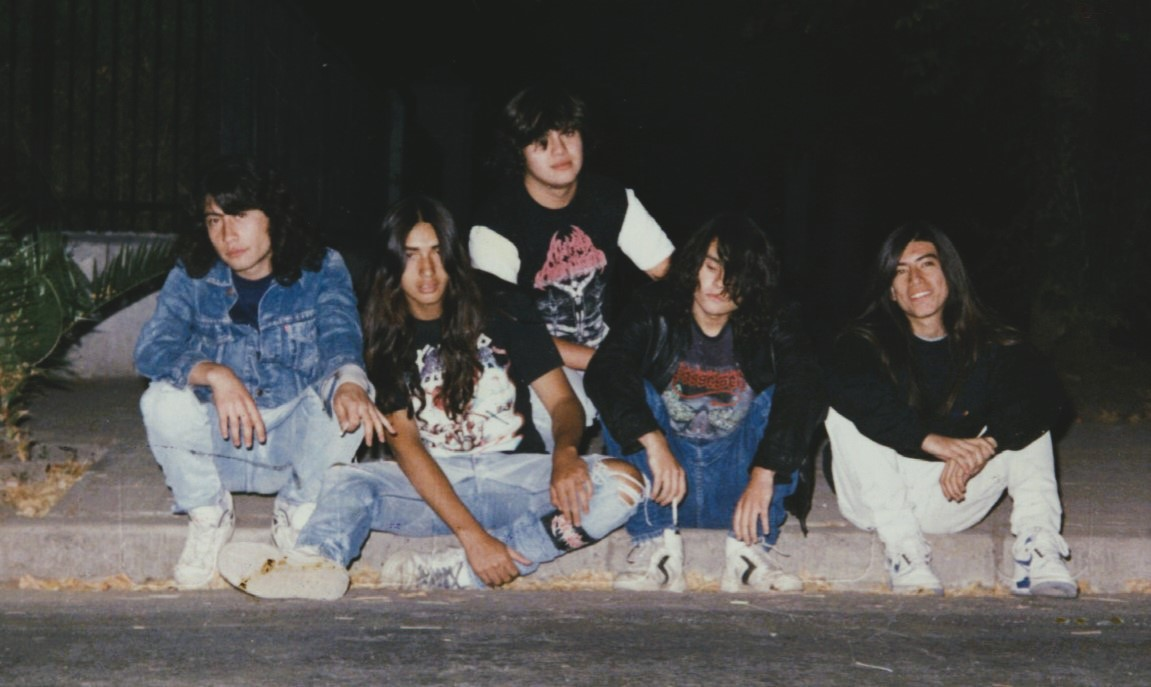
Death Yell Line Up 1989: Galleta, Pollo, Watiu, Bala, Pulga

Death Yell  se formó el año 1987 en Santiago, Chile... originalmente bajo el nombre de Pestilence, por los guitarrristas Andrés "Pollo" Lozano y Andrés "Pulga" Herrera, a quienes se unieron posteriormente Patricio "Bala" Diez en la batería, Alejandro "Watiu" Allende en el bajo y Sergio "Galleta" Arenas en la voz.
Death Yell tuvo una corta pero intensa vida a finales de los años 80. Eran nombre obligado en los conciertos extremos de la Sala Lautaro en Santiago, además de haber sido parte de emblemáticos y recordados conciertos en Concepción (Penco) y Valparaiso (Villa Alemana). 
En esta época Death Yell llegó a registrar un único demo titulado "Vengeance from Darkness", que rápidamente se convirtió en un referente e incluso influyó en varias bandas de death y black metal de la época, debido a su estilo brutal y único, mezcla de rabiosa agresividad y extrema velocidad, crudeza tocada sin complejos.
Algunos de estos temas se publicaron posteriormente en formato 7” y CD en USA (Seraphic Decay Records) y Europa (Turbo Music Records), lo que ayudó a dar a conocer la banda internacionalmente, elevándola - después de todos estos años - al nivel de grupo emblemático e incluso de culto. El año 2006 el sello Nuclear War Now! reeditó su demo, junto a otras rarezas grabadas en vivo, a través de un vinilo compilatorio doble llamado “Morbid Rites”.

### El Regreso

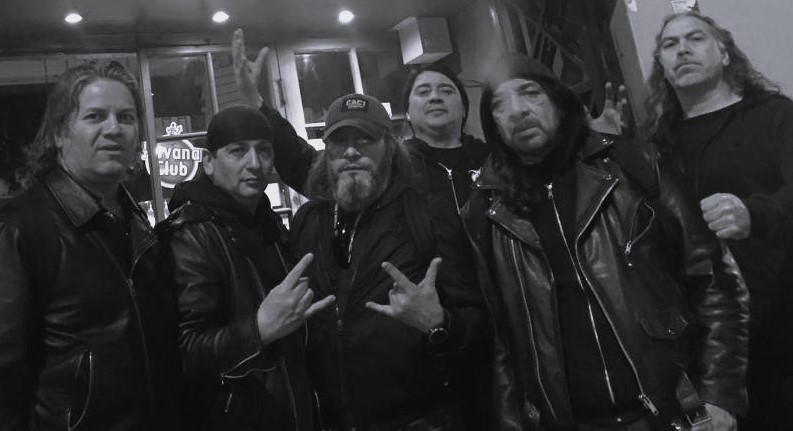
Death Yell 2018: Watiu, Pollo, Galleta, Chato, Pablo

A fines del año 2011, luego de una reunión de amigos en que había varios miembros de Death Yell y Atomic Aggressor, estos últimos los invitaron a unirse y volver a los escenarios. 
Es así como Death Yell reapareció 20 años después de su disolución el año 1992 - con 4 de sus miembros originales (Galleta, Pollo, Pulga y Watiu) – efectuando la grabación de un nuevo tema: "Back from the Depths", título que simbolizaba su regreso y que fue lanzado como un split de 7" con Atomic Aggressor el año 2013 bajo el sello Hells Headbangers Records, el que recibió excelentes comentarios de todo el mundo, demostrando que no habían perdido su misterioso y oculto estilo, lo que dio pie a que Death Yell continuara tocando en vivo.
Desde entonces se dedicaron a recuperar el tiempo perdido y la posición que merecían en la escena metalera local y mundial. En noviembre de 2014 tocaron en Lima, Perú y en noviembre de 2016 la banda fue invitada al Nuclear War Now! Fest V en Berlín, Alemania. En febrero de 2018 tocaron en "Natales Metal Fest V" en Puerto Natales. 
En abril de 2017 Death Yell editó su primer disco larga duración oficial, "Descent into Hell", bajo el sello Hell's Headbangers Records,el cual fue muy bien recibido por bangers y magazines especializadas.

## Miembros

### Actuales
- Sergio "Galleta" Arenas: voz (1988 - presente)
- Andrés ¨Pollo¨Lozano: guitarra (1986 - presente)
- Alejando ¨Watiu" Allende: bajo (1988 - 2017); guitarra (2017 - presente)
- Omar "Chato" Rojas: bajo (2017 - presente)
- Felipe "Lúcuma" Zara: batería (2023 - presente)

### Anteriores
- Andrés "Pulga" Herrera: guitarra (1986 - 2017)
- Patricio "Bala" Diez: batería (1987 - 1991)
- Alejandro "Jano" Moyano: batería (2012 - 2016)
- Marco Iribarren: batería (2016 - 2017)
- Pablo Clares: batería (2018)

## Discografía

### Álbumes de estudio
- Descent into Hell  (2017)[8]

### Demos
- Vengeance from Darkness (1989)

### EPs
- Morbid Rites 7" (1992)

### Split
- Obsessed by the Vision (1991)  junto con la banda Beherit
- Back from the Depths (2012) junto con la banda Atomic Aggressor[4]
- Descent into Hell (live) (2016) junto con la banda Morbo Satan

### Recopilatorios
- Triumph of Death (1992) junto a las bandas Carcass, Acheron, Beherit, Samael y Mortuary
- Morbid Rites 12" (2007)[3]

### Discos en Vivo
- Live from the Depths  (2014) en formato DVD[13]
- Descent into Hell (live)  (2016) en formato vinilo 7“ Doomentia records para Grinder magazine